# Eugen Indjic
Eugen Indjic (ur. 11 marca 1947 w Belgradzie, zm. 28 lutego 2024) – amerykański pianista pochodzenia rosyjsko-serbskiego, laureat IV nagrody na VIII Międzynarodowym Konkursie Pianistycznym im. Fryderyka Chopina w Warszawie (1970).

## Życiorys
Jego matka była Rosjanką, a ojciec Serbem. W wieku czterech lat wyemigrował do USA, gdzie rozpoczął naukę gry na fortepianie. Studiował pianistykę w nowojorskiej Juilliard School (1965–1968) oraz teorię i kompozycję na Harvard University (1965–1969). Przez wiele lat kształcił się na kursach mistrzowskich pod kierunkiem Artura Rubinsteina i Nadii Boulanger.
W trakcie swojej kariery odniósł sukcesy na trzech konkursach pianistycznych:
- VIII Międzynarodowy Konkurs Pianistyczny im. Fryderyka Chopina (1970) – IV nagroda
- Międzynarodowy Konkurs Pianistyczny w Leeds (1972) – III nagroda
- Międzynarodowy Mistrzowski Konkurs Pianistyczny im. Artura Rubinsteina (1974) – II nagroda

Po sukcesach konkursowych występował w większości państw Europy, Azji, w USA i Afryce. Gra na licznych festiwalach, w tym kilkukrotnie wystąpił na Międzynarodowym Festiwalu Chopinowskim w Dusznikach-Zdroju. W 1999 dał wiele koncertów z okazji 150. rocznicy śmierci Fryderyka Chopina. Był jurorem wielu konkursów muzycznych, w tym XIV Konkursu Chopinowskiego, a także konkursów w Lizbonie, Tel Awiwie i Monte Carlo.
Nagrał płyty z muzyką Fryderyka Chopina, Igora Strawinskiego, Claude'a Debussy'ego i Roberta Schumanna.
Zmarł w wieku 76 lat z powodu choroby autoimmunologicznej.